# Ascain
Ascain é uma comuna francesa na região administrativa da Nova Aquitânia, no departamento dos Pirenéus Atlânticos. Estende-se por uma área de 19,22 km². Em 2010 a comuna tinha 4 318 habitantes (densidade: 224,7 hab./km²).